# Qezel Āghol
Qezel Āghol (persiska: قزل آغل) är en ort i Iran.   Den ligger i provinsen Västazarbaijan, i den nordvästra delen av landet, 700 km nordväst om huvudstaden Teheran. Qezel Āghol ligger 2 143 meter över havet och antalet invånare är 229.
Terrängen runt Qezel Āghol är kuperad västerut, men österut är den bergig. Qezel Āghol ligger nere i en dal. Runt Qezel Āghol är det ganska tätbefolkat, med 75 invånare per kvadratkilometer. Närmaste större samhälle är Kāpūt, 16,6 km norr om Qezel Āghol. Trakten runt Qezel Āghol består i huvudsak av gräsmarker.